# لوك فان هويويغن
لوك فان هويويغن مواليد 1 يناير 1929 في بلجيكا - الوفاة 30 يونيو 2013، كان لاعب كرة قدم بلجيكي كان يلعب في مركز الهجوم. سبق له أن لعب في كأس العالم لكرة القدم مع منتخب بلاده وذلك في مونديال عام 1954.

## المسيرة الاحترافية

### أندية لعب لها
- دارينغ مولينبيك[2]

## روابط خارجية
- لوك فان هويويغن على موقع الاتحاد الدولي (مؤرشف)  (الإنجليزية)
- لوك فان هويويغن على موقع الاتحاد البلجيكي (الإنجليزية)
- لوك فان هويويغن على موقع Soccerway.com (الإنجليزية)
- لوك فان هويويغن على موقع عالم كرة القدم.نت (الإنجليزية)